# Mathias Grönberg

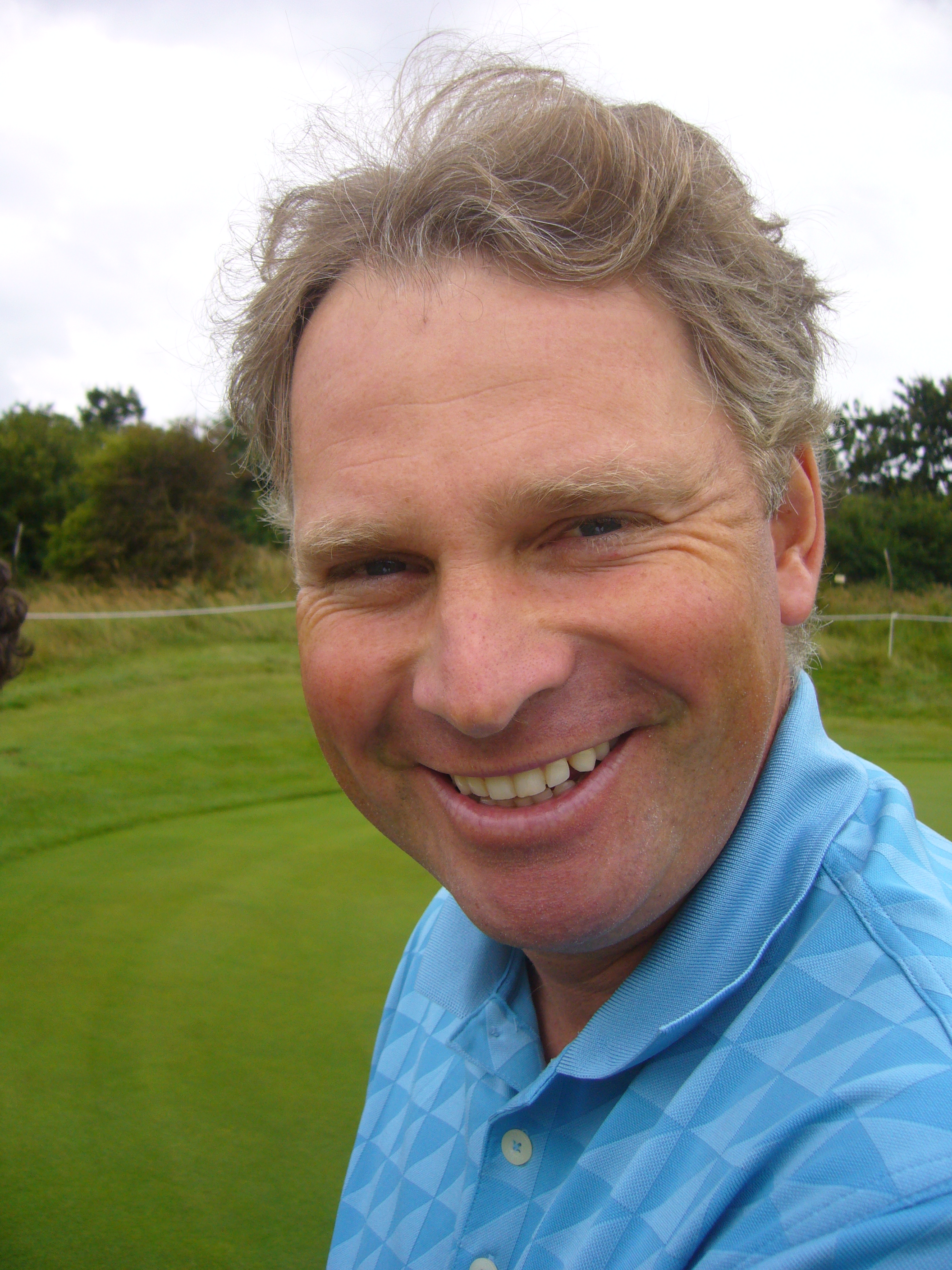
Mathias Grönberg

Mathias Grönberg, född 12 mars 1970 i Stockholm, är en svensk golfspelare.

## Biografi
Grönberg började på Marks golfgymnasium vid 15 års ålder och blev snabbt medlem i svenska juniorlandslaget. Som 18-åring bidrog han i hög grad till Sveriges seger i Eisenhower Trophy (VM för amatörer). Mathias hade bästa individuella resultat och lagkamraten Gabriel Hjertstedt kom på andra plats. Efter den segern med landslaget blev han professionell 1990. Han slutade 1991 på andra plats på svenska Order of Merit och han spelade även på Challenge Tour. Under det året vann han en tävling och slutade bland de tio bästa åtta gånger.
Han säkrade fullt medlemskap på PGA European Tour inför  1994. Det året slutade han på 86:e plats på Order of Merit. Hans första seger på Europatouren kom 1995 när han vann European Masters över Barry Lane och Costantino Rocca och när säsongen var över så slutade han på 22:a plats i penningligan.
År 1998 vann han sin andra tourtävling i Smurfit European Open. Segermarginalen var 10 slag och ingen annan spelare vann så stort på touren det året. Segern och ytterligare fem vinster gav honom en tionde plats i penningligan 1998. Hans framgångar gav honom plats i det svenska laget i Dunhill Cup och World Cup of Golf. 
År 2000 vann Grönberg sin tredje tourtävling. Segern kom i South African Open Championship vilket är världens näst äldsta golftävling efter The Open Championship. Utöver det vann han ytterligare tio tävlingar och slutade bland de tio bästa fyra gånger och slutade därmed på 20:e plats i penningligan. Hans framgångar gav honom plats i Dunhill Cup och World Cup ytterligare en gång.
Den fjärde proffssegern kom 2003 i Italian Open Telecom Italia och den segern tillsammans med tre topp tio-placeringar samt en artonde plats i The Open gjorde att han slutade på plats 20 i penningligan. 2004 blev Grönberg första europeiska golfare att vinna PGA TOUR-kvalet (amerikanska golftouren). 2009 vann Mathias sin första Web.com-tävling (Melwood Prince George's County Open). Han har under sin karriär spelat ca 600 professionella tävlingar med 62 miljoner kr i inspelade pengar.

## Meriter

### Segrar på Europatouren
- 1995 European Masters
- 1998 Smurfit European Open
- 2000 South African Open Championship
- 2003 Italian Open Telecom Italia

### Övriga segrar
- 1991 SM Match
- 2003 PGA TOUR Qualifying Tournament
- 2009 Melwood Prince George's County Open (Web.com)

### Lagsegrar
- 1990 VM för amatörer (Christchurch, Nya Zeeland)